# Rio Bârzăvița (Bârzava)
O Rio Bârzăviţa é um rio da Romênia afluente do Rio Bârzava, localizado no distrito de Caraş-Severin.